# Simão de Tournai
Simão de Tournai (ou Simon Tornaco, 1130-1201)  é um cânone que faz parte do movimento do Renascimento intelectual do século XII.
Há evidências de que Simão de Tournai fez muitos inimigos, não apenas por causa de seu temperamento provocativo, mas especialmente por causa do importante lugar que ele dá a Aristóteles em seu ensino. O temperamento de Simão se apresenta especialmente em suas Disputationes. A disputa consistia em um curso dedicado a uma ou mais perguntas (não há nada menos que 371 em todas as 102 disputações de Simão). Ela entrou em sua forma dialética, na segunda metade do século XII, particularmente sob a influência de Abelardo.